# Seznam hrobek v Údolí králů
Seznam obsahuje staroegyptské skalní hrobky odkryté v Údolí králů, které se nachází západně od egyptského města Luxor.
Hrobky jsou označovány písmeny „KV“, což je zkratka pro „Kings' Valley“ (v překladu „Údolí králů“), a číslem, které značí pořadí v kterém byly hrobky objeveny. Hrobky nacházející se v Západním údolí bývají označované písmeny „WV“ („West Valley“). Toto značení zavedl v roce 1821 Angličan John Gardner Wilkinson. V té době bylo objevených 21 hrobek, které Wilkinson očísloval podle jejich polohy. Začal u vstupu do údolí a pokračoval na jih a východ. Další hrobky byly značeny v pořadí, v jakém byly objeveny.
| Číslo hrobky | Jméno                                                  | Období             | Poznámky                                                                                                  |
| ------------ | ------------------------------------------------------ | ------------------ | --- |
| KV1          | Ramesse VII.                                           | 20. dynastie       | |
| KV2          | Ramesse IV.                                            | 20. dynastie       | |
| KV3          | Neznámý syn Ramesse III.                               | 20. dynastie       | |
| KV4          | Ramesse XI.                                            | 20. dynastie       | |
| KV5          | Synové Ramesse II.                                     | 19. dynastie       | S nejméně 120 místnostmi se jedná pravděpodobně o největší hrobku v Údolí králů.                          |
| KV6          | Ramesse IX.                                            | 20. dynastie       | |
| KV7          | Ramesse II.                                            | 19. dynastie       | |
| KV8          | Merenptah                                              | 19. dynastie       | |
| KV9          | Ramesse V. a Ramesse VI.                               | 20. dynastie       | Známá též jako „Memnonova hrobka“.                                                                        |
| KV10         | Amenmesse                                              | 19. dynastie       | |
| KV11         | Ramesse III.                                           | 20. dynastie       | |
| KV12         | Neznámé                                                | 18. a 19. dynastie | Jedná se pravděpodobně o rodinnou hrobku.                                                                 |
| KV13         | Baj, později princové Amenherchepšef a Mentuherchepšef | 19. a 20. dynastie | |
| KV14         | Tausret a Setnacht                                     | 19. a 20. dynastie | |
| KV15         | Sethi II.                                              | 19. dynastie       | |
| KV16         | Ramesse I.                                             | 19. dynastie       | |
| KV17         | Sethi I.                                               | 19. dynastie       | Známá též jako „Belzoniho hrobka“.                                                                        |
| KV18         | Ramesse X.                                             | 20. dynastie       | |
| KV19         | Mentuherchepešef                                       | 20. dynastie       | |
| KV20         | Thutmose I. a Hatšepsut                                | 18. dynastie       | |
| KV21         | Neznámé                                                | Nová říše          | Majitel hrobky je neznámý.                                                                                |
| WV22         | Amenhotep III.                                         | 18. dynastie       | |
| WV23         | Aj II.                                                 | 18. dynastie       | |
| WV24         | Neznámé                                                | Nová říše          | Majitel hrobky je neznámý.                                                                                |
| WV25         | Neznámé                                                | Nová říše          | Byla pravděpodobně určena pro Achnatona, ale nebyla dokončena.                                            |
| KV26         | Neznámé                                                | Nová říše          | Majitel hrobky je neznámý.                                                                                |
| KV27         | Neznámé                                                | Nová říše          | Majitel hrobky je neznámý.                                                                                |
| KV28         | Neznámé                                                | Nová říše          | Majitel hrobky je neznámý.                                                                                |
| KV29         | Neznámé                                                | Nová říše          | Majitel hrobky je neznámý.                                                                                |
| KV30         | Neznámé                                                | 20. dynastie       | Majitel hrobky je neznámý.                                                                                |
| KV31         | Neznámé                                                | Nová říše          | Majitel hrobky je neznámý.                                                                                |
| KV32         | Tiaa                                                   | 18. dynastie       | |
| KV33         | Neznámé                                                | Nová říše          | Majitel hrobky je neznámý.                                                                                |
| KV34         | Thutmose III.                                          | 18. dynastie       | |
| KV35         | Amenhotep II.                                          | 18. dynastie       | Hrobka později sloužila jako skrýš mumií; mnoho z nich bylo královských.                                  |
| KV36         | Maiherpri                                              | 18. dynastie       | Šlechtic z období vlády Thutmose IV.                                                                      |
| KV37         | Neznámé                                                | Nová říše          | Majitel hrobky je neznámý.                                                                                |
| KV38         | Thutmose I.                                            | 18. dynastie       | Hrobka byla pravděpodobně postavena až za vlády Thutmose III.                                             |
| KV39         | Možná hrobka Amenhotepa I.                             | 18. dynastie       | |
| KV40         | Neznámé                                                | Nová říše          | Majitel hrobky je neznámý.                                                                                |
| KV41         | Neznámé                                                | 18. dynastie       | Hrobka mohla patřit královně Tetišeri.                                                                    |
| KV42         | Meritre Hatšepsut                                      | 18. dynastie       | |
| KV43         | Thutmose IV.                                           | 18. dynastie       | |
| KV44         | Neznámé                                                | Nová říše          | Majitel hrobky je neznámý.                                                                                |
| KV45         | Veserhat                                               | 18. dynastie       | |
| KV46         | Juja a Tuja                                            | 18. dynastie       | Rodiče královny Teje. Do objevení Tutanchamonovy hrobky byla nejzachovalejší v celém Údolí králů.         |
| KV47         | Siptah                                                 | 19. dynastie       | |
| KV48         | Amenemopet                                             | 18. dynastie       | |
| KV49         | Neznámé                                                | 18. dynastie       | Hrobka nejspíše sloužila jako skladiště.                                                                  |
| KV50         | Neznámé                                                | 18. dynastie       | Byla zde pohřbívána zvířata.                                                                              |
| KV51         | Neznámé                                                | 18. dynastie       | Byla zde pohřbívána zvířata.                                                                              |
| KV52         | Neznámé                                                | 18. dynastie       | Byla zde pohřbívána zvířata.                                                                              |
| KV53         | Neznámé                                                | Nová říše          | |
| KV54         | Neznámé                                                | 18. dynastie       | Pravděpodobně sloužila jako balzamovací skrýš pro Tutanchamonovu hrobku.                                  |
| KV55         | Amarnské období                                        | 18. dynastie       | Hrobka sloužila jako skrýš mumií. Byla zde pravděpodobně pohřbena královna Teje a Smenchkare či Achnaton. |
| KV56         | Neznámé                                                | 19. dynastie       | Známá též jako „Zlatá hrobka“. Původní majitel je neznámý.                                                |
| KV57         | Haremheb                                               | 19. dynastie       | |
| KV58         | Neznámé                                                | 18. dynastie       | Majitel hrobky je neznámý.                                                                                |
| KV59         | Neznámé                                                | Nová říše          | Majitel hrobky je neznámý.                                                                                |
| KV60         | Sitre In                                               | 18. dynastie       | Královská chůva královny Hatšepsut.                                                                       |
| KV61         | Neznámé                                                | Nová říše          | Hrobka nebyla pravděpodobně využita.                                                                      |
| KV62         | Tutanchamon                                            | 18. dynastie       | Známá též jako „Tutanchamonova hrobka“.                                                                   |
| KV63         | Neznámé                                                | 18. dynastie       | Účel hrobky není v současnosti znám.                                                                      |
| KV64         | Nehmes Bastet                                          | Nová říše          | Zpěvačka z karnackého chrámu.                                                                             |
| KV65         | Neznámé                                                | 18. dynastie       | Poslední objevená hrobka - v červenci 2008.                                                               |